# Carlos Martínez Álvarez
Carlos Martínez Álvarez (Pravia, Astúries el 30 de setembre de 1955) és un actor dedicat al mim des de 1982. Ha creat un món de gestos que combina amb un ritme precís i una tècnica cuidada.
Carlos Martínez ha impartit cursos de mim, expressió corporal i teatre a escoles, instituts i universitats. El seu art sense paraules li ha permés participar en nombrosos esdeveniments internacionals (teatres, convencions, exposicions, festivals d'arts escèniques, televisions i conferències).

## Premis
L'estiu de 2009, el públic de Fundão (Portugal) va triar el seu espectacle "Books without Words" (Llibres sense paraules) com a guanyador del premi d'Honor del TeatroAgosto.
El 2005, Carlos Martínez va rebre el premi d'Honor del XXI Festival d'Almada (Portugal), pel seu espectacle titulat "Hand Made" (Fet a mà).
En reconeixement del seu treball com a mim, Carlos Martínez va ser guardonat en el 2002 per la fundació alemanya Bibel und Kultur com a millor artista de l'any. Placa de la Ciutat d'Amman que li va ser entregada el maig de 2014 per l'Altesa Real la Princesa Muna al-Hussein de Jordània. Medalla d'or concedida pel Foro Europeu Cum Laude a Oviedo el juny de 2015. L'any 2018, l'Organització Mundial del Mim (WMO / World Mime Organisation) amb seu a Belgrad, va atorgar el "Premi Especial" a l'actor Carlos Martínez per la seva significativa contribució a l'art del mim.

## Publicacions
- Llibre: Der Poet der Stille (2020; publicat en alemany)[10]
- Llibre: Desde el camerino (2011; publicat en castellà)[11]
- Llibre: From the Dressing Room (2011; publicat en anglès)[12]
- Llibre: Ungeschminkte Weisheiten (2009; publicat en alemany)[13][14]
- DVD: Still My Bible (2016)
- DVD: Libros sin palabras (Llibres sense paraules, 2012)[15]
- DVD: Hand Made (Fet a mà, 2007)
- DVD: Human Rights (Drets Humans,[16] 2005)
- DVD: My Bible (La meva Bíblia, 2003)
- Llibre: Paraula de Mim (1995)
- Llibre: En Silenci (1992; publicat en espanyol, alemany i francès)